# Sala (Syria)
Sala (arab. سالة) – miejscowość w Syrii, w muhafazie As-Suwajda. W 2004 roku liczyła 1781 mieszkańców.